# Govind Pashu Vihar Wildlife Sanctuary
Govind Pashu Vihar Wildlife Sanctuary är ett viltreservat i Indien.   Det ligger i delstaten Uttar Pradesh, i den norra delen av landet, 260 km nordost om huvudstaden New Delhi. Arean är 486 kvadratkilometer.